# Ismaily SC
Ismaily SC is Egyptische voetbalclub uit Ismaïlia. De club werd drie keer landskampioen. Hun stadion heet Ismaily Stadium en werd in 1934 geopend. In 2009 werd het gerenoveerd. De club werd in 2010 in de Afrikaanse Champions League uitgeschakeld in de kwartfinale.

## Erelijst
- Premier League:
  - 1967, 1991, 2002
- Beker van Egypte:
  - 1997, 2000
- African Cup of Champions Clubs:
  - 1969

## Bekende (ex-)spelers/trainers
- Ahmed Hassan
- John Utaka
- Mark Wotte (Trainer)
- Čedomir Janevski (Trainer)